# Phil Pfister
Phil Pfister (Charleston, 15 maggio 1970) è un powerlifter e strongman statunitense.
Ha vinto il titolo di World's Strongest Man per una volta, nel 2006, superando Mariusz Pudzianowski, allora detentore di ben tre titoli, beffandolo nell'ultima prova delle Atlas Stones, probabilmente avvantaggiato dalla sua maggiore altezza. Fu il primo strongman di nazionalità statunitense a vincere il titolo di World's Strongest Man dopo ventiquattro anni, dalla vittoria di Bill Kazmaier nel 1982.
Ottenne un podio nel 2002 arrivando terzo nell'Arnold Strongman Classic.

## Profilo
- Altezza 198 cm
- Peso 156 kg